# Kawamata
Kawamata (jap. 川俣町 Kawamata-machi) – miasto w Japonii, na wyspie Honsiu, w prefekturze Fukushima. Według danych na rok 2020 miejscowość zamieszkiwało 12 170 mieszkańców , a gęstość zaludnienia wyniosła 95,3 os./km².